# 養泉寺 (会津若松市)
養泉寺（ようせんじ）は福島県会津若松市にある真言宗豊山派の寺院。山号は福聚山。

## 歴史
創建年代は不明。古くは養泉院と言ったが、天正18年（1589年）の摺上原の戦いの際に兵火によって焼失。その後再興された。また、かつては蓮華寺の末寺であった。観音堂は会津三十三観音の12番札所・田村山観音（たむらやまかんのん）として知られ、隣接する住吉神社の境内を含めて｢田村山・住吉神社の森｣として会津若松市の自然景観指定緑地に指定されている。観音堂の裏手に湧き出す産清水（うばしみず）は飲むと乳の出が良くなると言われるほか、上杉景勝が鷹狩りの際に飲んだとも伝わることから景勝清水（かげかつしみず）の名でも知られている。
現在の観音堂は1903年（明治36年）に再興されたもの。